# Yau Tsim Mong District

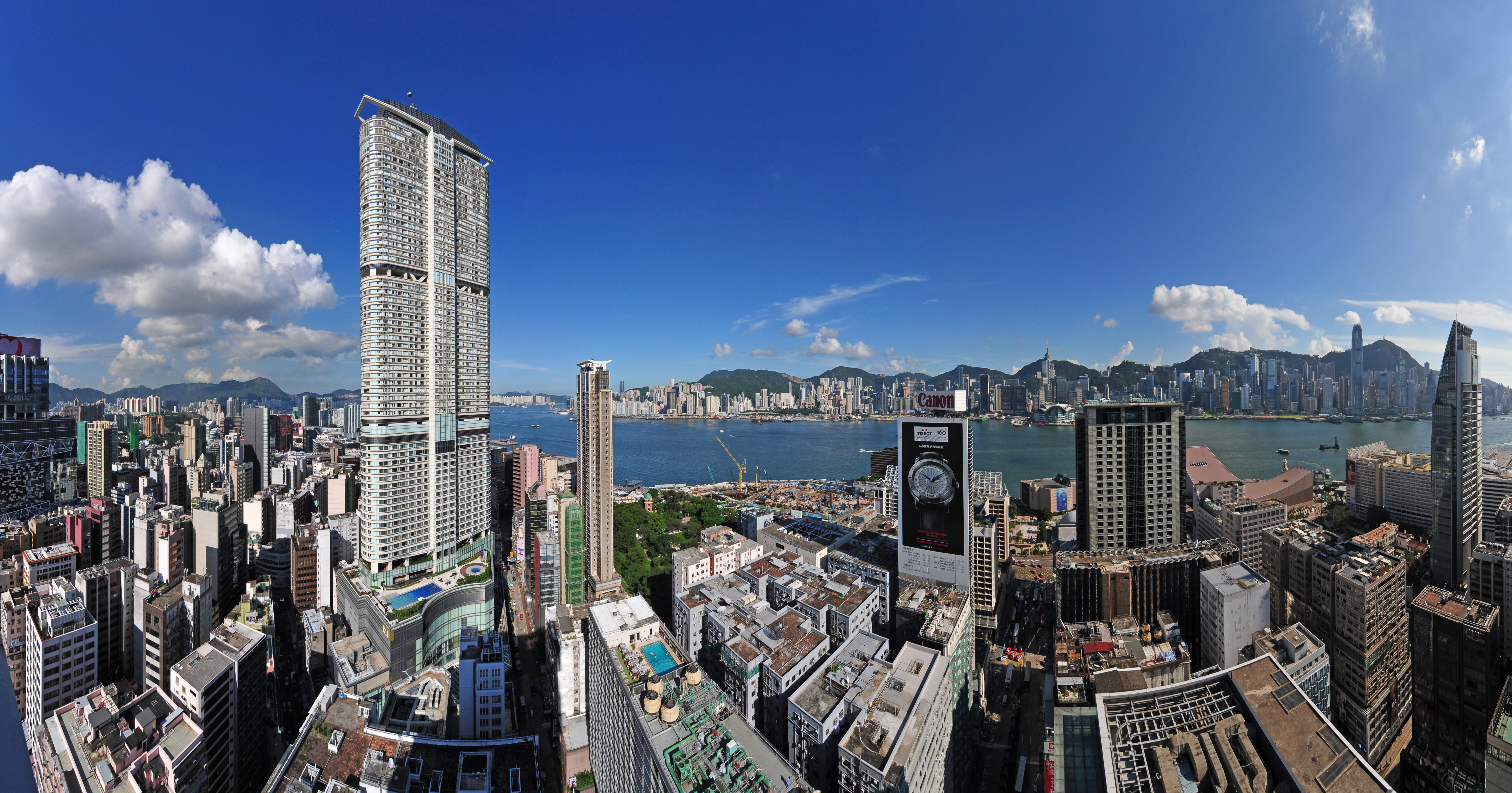
Skyline Tsim Sha Tsui – The Masterpiece, 2013

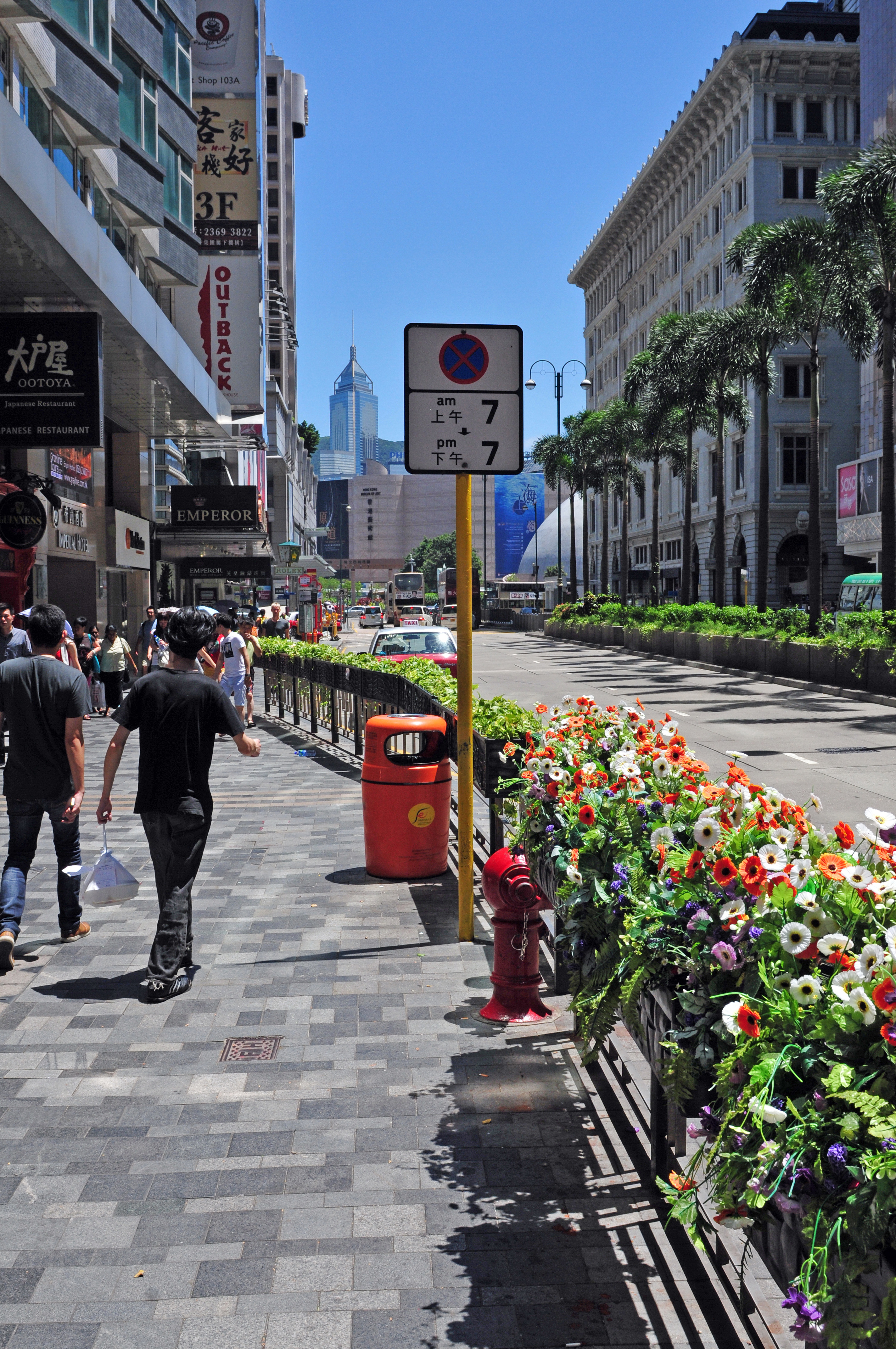
Nathan Road

Yau Tsim Mong (chinesisch 油尖旺區 / 油尖旺区, Pinyin Yóujiānwàng Qū, Jyutping Jau4zim1wong6 Keoi1) ist ein Verwaltungsdistrikt der Sonderverwaltungszone Hongkong. Der Distrikt hat 342.970 Einwohner. Er hat eine Fläche von ca. 7 km², die einen kleinen, aber bedeutenden Teil von Kowloon (ca. 47 km²) ausmachen. (Stand 2016)
Er entstand 1994 beim Zusammenschluss des ehemaligen Yau Tsim District (油尖區) und Mong Kok District (旺角區) , bestehend aus den Stadtteilen Yau Ma Tei (油麻地), Tsim Sha Tsui (尖沙咀) und Mong Kok (旺角). Der Name Yau Tsim Mong ist aus den Anfangssilben der einzelnen Stadtteile zusammengesetzt. Alle drei Stadtteile Yau Ma Tei, Tsim Sha Tsui und Mong Kok gehören zu den lebhaftesten und geschäftigsten Stadtvierteln in Hongkong mit zahlreichen Einkaufsmöglichkeiten und Restaurants. Während das Waren- und Einkaufsangebot in Yau Ma Tei und Mong Kok eher an ein gemischtes Lokalpublikum gerichtet ist, orientiert sich das Einkaufs- und Konsumangbot in Tsim Sha Tsui meist an finanzkräftiger Kundschaft aus nah und fern, was besonders Shoppingtouristen anlocken soll.

## Bildung und Kultur
Im Stadtbezirk befinden sich 24 Kindergärten, 40 Grundschulen, 19 weiterführende Schulen und die Hong Kong Polytechnic University.
Zu den Kultureinrichtungen gehören das Hong Kong Cultural Centre, das Hong Kong Museum of Art, das Hong Kong Space Museum, das Hong Kong Science Museum, das Hong Kong Museum of History und vier Stadtbüchereien.

## Sport und Erholung
Im Stadtbezirk befinden sich zahlreiche Sporteinrichtungen wie der Anchor Street Playground, das Hong Kong Coliseum, das Kwun Chung Sports Centre, der King’s Park Hockey Ground, das Mongkok Stadium, der MacPherson Playground und die Boundary Street Sports Centre Nr. 1 und 2. Zu den Parkanlagen zählen der Kowloon Park und der Lok Kwan Street Park.

## Sehenswürdigkeiten
The Peninsula ist ein traditionsreiches Hotel an der Salisbury Road in Tsim Sha Tsui. An der Hafenpromenade befindet sich die Avenue of Stars sowie der Clock Tower, der als Teil eines ehemaligen KCR-Bahnhofs erhalten blieb. In der Einkaufsmeile der Nathan Road befinden sich das Kowloon Mosque and Islamic Centre sowie das Chungking Mansions. Auf der Market Street, eine kleine Nebenstraße in Stadtteil, gibt es einen der zahlreichen Tin Hau-Tempel der Stadt, der insbesondere von früheren Fischer besonders gern besucht werden. Daneben war die Gegend um den Market Street historischer Ursprungsort verschiedene Nachtmärkte der Stadt, die im Laufe der Zeit sich in verschiedene Standorte der Stadt umgezogen bzw. ausgebreitet haben.

## Gesundheit
Im Stadtbezirk befinden sich zwei Krankenhäuser: das Kwong Wah Hospital und das Queen Elizabeth Hospital.

## Verkehr
Die bedeutendsten Straßen im Stadtbezirk sind: Nathan Road, Salisbury Road, Argyle Street, West Kowloon Highway und Western Harbour Crossing. Yau Tsim Mong wird durch sechs MTR-Linien erschlossen. Dazu gehören die Tsuen Wan Line, die Kwun Tong Line, die Tung Chung Line und der Airport Express sowie die ehemaligen KCR-Linien West Rail Line und East Rail Line.
Die Star Ferry betreibt Fähren von Tsim Sha Tsui Ferry Pier nach Central (Hongkong) und Wan Chai. Am Hong Kong China Ferry Terminal gibt es Fährverbindungen nach Macau und Festlandchina. Mit dem Ocean Terminal gibt es ein Pier für Kreuzfahrtschiffe.